# Хорнчерч (футбольный клуб)
«Хорнчерч» (англ. Hornchurch F.C.) — английский футбольный клуб из города одноимённого города, в округе Хаверинг на востоке Внешнего Лондона. В нынешнем виде клуб организован в 2005 году, став преемником основанного в 1923 году ФК «Хорнчерч», и изначально назывался АФК «Хорнчерч» (A.F.C. Hornchurch), историческое название было возвращено в 2019 году. Домашние матчи проводит на стадионе «Хорнчерч».

## История
«Хорнчерч» начал играть в Старшей Лиге Эссекса, новый клуб оказался весьма успешным. «Хорнчерч» записал рекорд посещаемости для лиги, когда 702 поклонника пришли, чтобы посмотреть дерби матч с «Ромфордом». Клуб выиграл чемпионат за 6 матчей до конца и с рекордом по количеству очков. Хорнчерч завершил сезон треблом. Он выиграл Кубок Гордона Брастеда, Кубок Эссекса и Кубок Вызова. Сезон был омрачен смертью президента и основателя клуба Джим Брэдшоу, в феврале 2006 года.
Хорнчерч дошёл до четвёртого отборочного раунда Кубка Англии в сезоне 2007/08. В сезоне 2008/09 они улучшились на этом, достигнув первого тура, когда они проиграли дома «Питерборо Юнайтед». Этот матч привлек толпу из 3000 зрителей.
В 2012 году Хорнчерч получил право играть в Южной Конференции, победив «Лавстофт» в плей-офф 2:1.
Клуб известен и тем, что в 2003—2004 году его ворота защищал Дмитрий Харин.